# Josiane Tripet
Josiane Tripet – francuska judoczka. Brązowa medalistka mistrzostw Europy w 1976. Mistrzyni Francji w 1976 roku.